# Окума, Масахико
Масахико Окума (яп. 大熊 政彦; род. 26 декабря 1966) — японский дзюдоист, чемпион и призёр чемпионатов Японии, чемпион Азиатских игр, призёр чемпионата мира.

## Карьера
Выступал в полулёгкой весовой категории (до 65 кг). Чемпион (1990, 1991 и 1993 годы), серебряный (1987) и бронзовый (1992) призёр чемпионатов Японии. В 1988 году в Тбилиси Окума завоевал бронзу чемпионата мира среди студентов. В 1992 году в Токио стал серебряным призёром престижного международного турнира памяти Дзигоро Кано. В 1990 году стал чемпионом Азиатских игр в Пекине. Серебряный призёр чемпионата мира 1991 года в Барселоне.